# Rogue Galaxy
Rogue Galaxy is een RPG voor PlayStation 2, ontwikkeld door Level 5. Het hoofdpersonage in de game is Jaster Rogue, die bij een groep ruimtepiraten terechtkomt. Door de game heen komt de speler dan ook op verschillende planeten terecht, elk met een specifiek thema.

## Gameplay
In Rogue Galaxy komen 5 planeten voor: Juraika , Zerard, Vedan, Allista en Eden. Verder kun je nog in The Rose Nebula terechtkomen (wat een sterrenstelsel is en een prachtig uitzicht heeft) en aan het einde van het spel kun je nog op het mysterieuze Ghost Ship komen.
Het verhaal begint met een jongen (Jaster) die net terugkomt van het jagen in de hete woestijn op Rosa. Daar zie je hoe hij zijn 'jagersmaal' inruilt voor geld bij een soldaat. Want Rosa staat onder een strikte bewind van het Longardia-stelsel, dat in oorlog is met het Draxian Stelsel. Jaster heeft er altijd van gedroomd om de ruimte in te gaan. Op een gegeven moment komt er een groot beest de stad invliegen en valt het centrum aan. Jaster gaat op pad om het te doden en komt op zijn pad een mysterieuze man met een hoed tegen (Hooded man). Ze gaan voor heel even in het spel op pad, en Jaster krijgt van The Hooded Man een van de zeven star swords (een van de zeven sterzwaarden in het heelal). Even later komt hij Simon en Steve tegen die hem aanzien voor de legendarische Desert Claw, vanwege zijn zwaard dus, en selecteren hem voor een plaats op het schip van Captain Dorgengoa.
In het avontuur komt hij allerlei ally's (vrienden) tegen, de party waarmee hij uiteindelijk belandt is Deego (oud-militair van Longardia/hond-achtig/bijl-, machinegeweer-gebruiker), Kisala (Dochter van Dorgengoa,Mes gebruiker en geweldig vechtster met haar voeten) Lilika (Hoort bij de Burqaqua clan, is een boog-, en Mes gebruiker), Simon (Al lid van de Dorgengoa Piraten, Pistool en raketschieter gebruiker), Steve (ook al lid van de Dorgengoa Piraten, is een robot en gebruikt zijn ijzeren handen en Raket werper om te vechten, tevens gemaakt door Docter Poccachio), Zegram (een geselecteerde Jager (hunter) door de leden van Dorgengoa, ook zwaardgebruiker en gooit tevens ninjasterren), Jupis Tooki (een voormalig computer genie van Daytron, die gebruikt gebruikt om te vechten en een automatische rakettenwerper). 

## Achtergrond
In Rogue´s Galaxy gaat het voornamelijk over het heelal en de planeten eromheen, de planeten waar Jaster op beland zijn de volgenden:
JuraikaEen primitieve, dichtbegroeide planeet, men moet het dus zien als één grote jungle. De Burqaqua stam zit op Juraika en zijn vooral niet gediend van vreemdelingen. Op Juraika zitten ook 3 ,,vreemde´´ genieën, kom daar zelf maar achter!
Tevens zit daar het kasteel van The Leo King. Lilika heeft hier haar woonplaats
ZerardDe meest geavanceerde planeet in het heelal, een hypermoderne planeet vol met intelligente wezens, waar onder meer; Het instectron Statiom zit, Rosencaster Prison, de Daytron fabriek en natuurlijk The Gladius Towers. Jaster en de bemanning komen daar voor gevaarlijke avonturen te staan! Jupis, Simon & Steve komen hiervandaan.
VedanEen mijnplaneet waar het altijd nacht is. Vedan is een donkere planeet vol met gevaren. De Morarty clan heerst daar over de mijnen, en je hebt altijd nog The Cancer Cript waar de legendarische oeroude Koning van Vedan heeft gewoond. Deego woont hier!
RosaRosa is de woestijnplaneet, overal waar je ook komt ligt er zand en is het warm, Jaster en de bemanning moeten ook veel door de woestijn om uit het vizier van de vijand ( Daytron ) te blijven! Jaster woont op deze planeet
AllistiaDe waterplaneet Allistia hoort eigenlijk nie bij de officiële missie maar is mooi en leuk om een tussenstop te maken. Kun jij een eind maken aan het gevecht van de oorspronkelijke bewoners en Daytron die daar alles onder toom heeft?
EdenVolgens de legende is/was Eden de meest geavanceerde planeet van het heelal dat door omstandigheden verloren is gegaan. Jaster en bemanning leren later in het avontuur de ware waarheid van Eden door het gaan te bezoeken.

## Trivia
- Het spel is opgenomen in het boek 1001 Video Games You Must Play Before You Die van Tony Mott.